# 弗拉基米尔·鲁宾
弗拉基米尔·伊里奇·鲁宾（俄语：Владимир Ильич Рубин，1924年8月5日—2019年10月27日），俄罗斯现代作曲家。俄罗斯人民艺术家。

## 生平
1924年生于莫斯科。1949年毕业于莫斯科国立柴可夫斯基音乐学院。1952年加入苏联作曲家联盟。长期为柴可夫斯基交响乐团作曲。著名作品有《春天换新颜》等。2019年10月27日去世。

## 官方网站
- 官方网站
- 弗拉基米尔·鲁宾在互联网电影资料库（IMDb）上的資料（英文）